# Pera Williams
La pera Williams o Bartlett, come è meglio conosciuta negli Stati Uniti e in Canada, è una delle varietà più diffuse a livello commerciale.

## Storia
L'origine della cultivar è in una selezione dalla specie Pyrus communis avvenuta in Inghilterra tra gli anni 1765-1770. Il suo nome deriva dal suo diffusore (un certo Williams), ma è conosciuta anche con molti altri nomi. I più diffusi sono:
- Williams' Bon Chretien.
- Williams' good Christian.
- Bartlett.

È la varietà più coltivata al mondo. Viene utilizzata sia come frutta da consumo ma, soprattutto, per le trasformazioni industriali (succhi di frutta, liquori, ecc.).
In Italia la regione più produttiva è l'Emilia-Romagna, seguita da Veneto e Trentino-Alto Adige.

## Caratteristiche

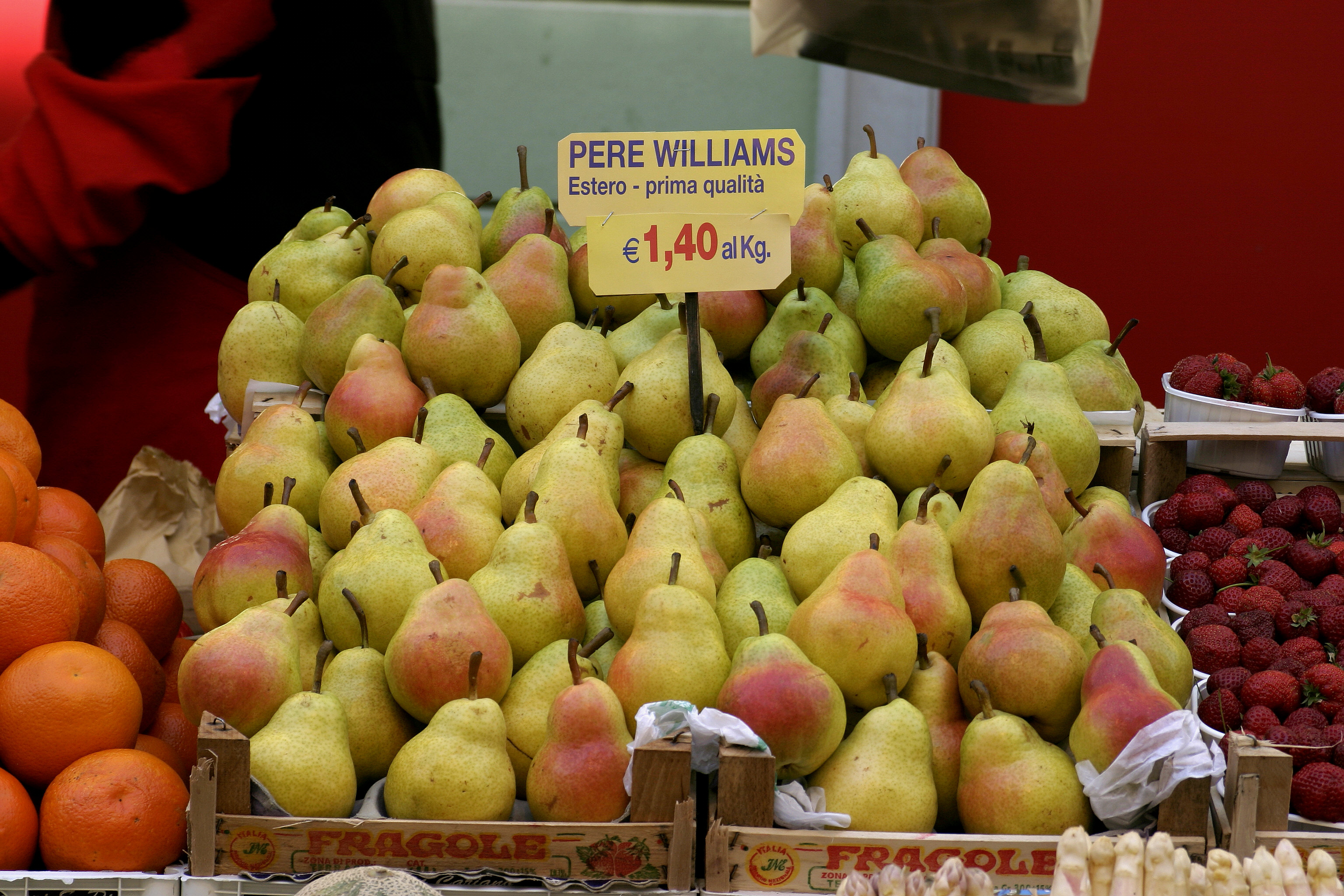
Pere Williams su una bancarella

La forma del frutto è "cidoniforme", cioè rastremata verso la cavità calicina. Può essere anche piriforme, ma di norma solo se il frutto è partenocarpico cioè senza semi. La partenocarpia è abbastanza frequente nei frutti di questa varietà. Ha epidermide verde che vira al giallo a maturazione. Esistono mutazioni ad epidermide rossa (Max Red Bartlett, Rosidred Bartlett). Ha una polpa succosa, chiara e molto zuccherina e con profumo caratteristico molto intenso.
Raggiunge il culmine della maturazione in agosto. Si raccoglie ai primi del mese di agosto ed i frutti, se adeguatamente raffreddati, si conservano per oltre cinque mesi.